# Юнацька збірна Папуа Нової Гвінеї з футболу (U-17)
Юнацька збірна Папуа Нової Гвінеї з футболу (U-17) — національна футбольна збірна Папуа Нової Гвінеї, що складається із гравців віком до 17 років. Керівництво командою здійснює Футбольна асоціація Папуа Нової Гвінеї.
Головним континентальним турніром для команди є Юнацький чемпіонат ОФК, який з 2018 року розігрується серед команд з віковим обмеженням до 16 років і успішний виступ на якому дозволяє отримати путівку на Чемпіонат світу (U-17). Також може брати участь у товариських і регіональних змаганнях.
Протягом 1980-х років брала участь у відбіркових турнірах на світову першість у форматі U-16.

## Виступи на міжнародних турнірах

### Чемпіонат світу (U-17)
| 1985         | не брала участь    | не брала участь    | не брала участь    | не брала участь    | не брала участь    | не брала участь    | не брала участь    | не брала участь    | не брала участь    | не брала участь    |              |              |              |              |              |              |              |              |              |
| 1987         | не кваліфікувалася | не кваліфікувалася | не кваліфікувалася | не кваліфікувалася | не кваліфікувалася | не кваліфікувалася | не кваліфікувалася | не кваліфікувалася | не кваліфікувалася | не кваліфікувалася |              |              |              |              |              |              |              |              |              |
| 1989 до 1997 | не брала участь    | не брала участь    | не брала участь    | не брала участь    | не брала участь    | не брала участь    | не брала участь    | не брала участь    | не брала участь    | не брала участь    |              |              |              |              |              |              |              |              |              |
| 1999 до 2001 | не кваліфікувалася | не кваліфікувалася | не кваліфікувалася | не кваліфікувалася | не кваліфікувалася | не кваліфікувалася | не кваліфікувалася | не кваліфікувалася | не кваліфікувалася | не кваліфікувалася |              |              |              |              |              |              |              |              |              |
| 2003         | знялася            | знялася            | знялася            | знялася            | знялася            | знялася            | знялася            | знялася            | знялася            | знялася            |              |              |              |              |              |              |              |              |              |
| 2005         | не кваліфікувалася | не кваліфікувалася | не кваліфікувалася | не кваліфікувалася | не кваліфікувалася | не кваліфікувалася | не кваліфікувалася | не кваліфікувалася | не кваліфікувалася | не кваліфікувалася |              |              |              |              |              |              |              |              |              |
| 2007 до 2009 | не брала участь    | не брала участь    | не брала участь    | не брала участь    | не брала участь    | не брала участь    | не брала участь    | не брала участь    | не брала участь    | не брала участь    |              |              |              |              |              |              |              |              |              |
| 2011 до 2019 | не кваліфікувалася | не кваліфікувалася | не кваліфікувалася | не кваліфікувалася | не кваліфікувалася | не кваліфікувалася | не кваліфікувалася | не кваліфікувалася | не кваліфікувалася | не кваліфікувалася |              |              |              |              |              |              |              |              |              |
| 2021         | не визначено       | не визначено       | не визначено       | не визначено       | не визначено       | не визначено       | не визначено       | не визначено       | не визначено       | не визначено       | не визначено | не визначено | не визначено | не визначено | не визначено | не визначено | не визначено | не визначено | не визначено |
| Усього       | -                  | 0                  | 0                  | 0                  | 0                  | 0                  | 0                  | 0                  | 0                  |                    |              |              |              |              |              |              |              |              |              |

### Юнацький чемпіонат ОФК
| Юнацький чемпіонат ОФК | Юнацький чемпіонат ОФК | Юнацький чемпіонат ОФК | Юнацький чемпіонат ОФК | Юнацький чемпіонат ОФК | Юнацький чемпіонат ОФК | Юнацький чемпіонат ОФК | Юнацький чемпіонат ОФК | Юнацький чемпіонат ОФК | Юнацький чемпіонат ОФК |
| Рік                    | Раунд                  | І                      | В                      | Н                      | П                      | Г+                     | Г-                     | РГ                     | О                      |
| ---------------------- | ---------------------- | ---------------------- | ---------------------- | ---------------------- | ---------------------- | ---------------------- | ---------------------- | ---------------------- | ---------------------- |
| 1983                   | не брала участь        | -                      | -                      | -                      | -                      | -                      | -                      | -                      | -                      |
| 1986                   | 4-е місце              | 4                      | 0                      | 2                      | 2                      | 1                      | 5                      | -4                     | 2                      |
| 1989                   | не брала участь        | -                      | -                      | -                      | -                      | -                      | -                      | -                      | -                      |
| 1991                   | не брала участь        | -                      | -                      | -                      | -                      | -                      | -                      | -                      | -                      |
| 1993                   | не брала участь        | -                      | -                      | -                      | -                      | -                      | -                      | -                      | -                      |
| 1995                   | не брала участь        | -                      | -                      | -                      | -                      | -                      | -                      | -                      | -                      |
| 1997                   | не брала участь        | -                      | -                      | -                      | -                      | -                      | -                      | -                      | -                      |
| 1999                   | груповий етап          | 5                      | 2                      | 0                      | 3                      | 10                     | 26                     | -16                    | 6                      |
| & 2001                 | груповий етап          | 4                      | 3                      | 0                      | 1                      | 11                     | 9                      | +2                     | 9                      |
| & 2003                 | знялася                | -                      | -                      | -                      | -                      | -                      | -                      | -                      | -                      |
| 2005                   | груповий етап          | 4                      | 1                      | 1                      | 2                      | 10                     | 11                     | -1                     | 4                      |
| 2007                   | не брала участь        | -                      | -                      | -                      | -                      | -                      | -                      | -                      | -                      |
| 2009                   | не брала участь        | -                      | -                      | -                      | -                      | -                      | -                      | -                      | -                      |
| 2011                   | груповий етап          | 4                      | 2                      | 0                      | 2                      | 4                      | 7                      | -3                     | 6                      |
| & 2013                 | 5-е місце              | 5                      | 1                      | 1                      | 3                      | 2                      | 8                      | -6                     | 4                      |
| & 2015                 | груповий етап          | 5                      | 2                      | 1                      | 2                      | 9                      | 5                      | +4                     | 7                      |
| & 2017                 | півфінали              | 4                      | 1                      | 1                      | 2                      | 8                      | 9                      | -1                     | 4                      |
| & 2018                 | груповий етап          | 3                      | 1                      | 0                      | 2                      | 8                      | 9                      | -1                     | 3                      |
| Усього                 |                        | 38                     | 13                     | 6                      | 19                     | 63                     | 89                     | -26                    | 45                     |